# Takami-Jun-Preis
Der Takami-Jun-Preis (jap. 高見順賞, Takami Jun Shō) war ein jährlich zwischen 1970 und 2020 von der Takami-Jun-Stiftung für Literatur an Dichter vergebener Literaturpreis.  Als Grundlage für das Stiftungskapital dienten teilweise die Autorenhonorare Takamis. Der Preisträger wurde alljährlich im Januar bekannt gegeben und im März geehrt. Der Preis ist mit 500.000 Yen dotiert. Es wurden 50 Preise vergeben.

## Preisträger

### 1971 bis 1980
- 1971
  - Miki Taku für Waga kidi rando (わがキディ・ランド)
  - Yoshimasu Gōzō für Ōgon shihen (黄金詩篇)
- 1972
  - Kasuya Eiichi[3] Seikai no kōzō (世界の構造)
- 1973 
  - Nakae Toshio[4] für Goishū (語彙集)
- 1974 
  - Yoshihara Sachiko für Ondīnu (オンディーヌ) (昼顔)
- 1975
  - Iijima Kōichi Goya no fāsuto nēmu wa (ゴヤのファースト・ネームは)
- 1976 
  - Tanikawa Shuntarō für Teigi (定義) und Yonaka ni daidokoro de boku wa kimi ni hanashikaketakatta  (夜中に台所でぼくはきみに話しかけたかった)
- 1977 
  - Yoshioka Minoru für Safuran tsumami (サフラン摘み)
- 1978
  - Tsuburai Tetsuzō Bōrō (望楼)
- 1979
  - Hasegawa Ryūsei Shiteki seikatsu (詩的生活)
- 1980
  - Shibusawa Takasuke für Kairō (廻廊)

### 1981 bis 1990
- 1981 
  - Andō Motoo für Mizu no naka no saigetsu (水の中の歳月)
- 1982
  - Washisu Shigeo für Kōi no uta (行為の歌)
- 1983 
  - Irisawa Washuo für Shishatachi no muragaru fūkei (死者たちの群がる風景)
- 1984 
  - Miyoshi Toyoichirō[5] für Natsu no fuchi (夏の淵)
- 1985 
  - Amazawa Taijirō für Jigoku nite (地獄にて)
- 1986 
  - Shindō Ryōko für Bara fumi (薔薇ふみ)
  - Okada Takahiko für Toki ni Kishi nashi (時に岸なし)
- 1987 
  - Kawasaki Hiroshi für Bisuketto no kūkan (ビスケットの空カン)
- 1988 
  - Takahashi Mutsuo für Usagi no niwa (兎の庭)
  - Matsuura Hisaki für Fuyu no hon (冬の本)
- 1989 
  - Abe Iwao für Bēgetto-shi (ベーゲェット氏)
  - Takayanagi Makoto für Toshi no shōzō (都市の肖像)
- 1990 
  - Iwanari Tatsuya[6] für Furebeburi hitsupopoutamusu no uta (フレベヴリィ・ヒツポポウタムスの唄)

### 1991 bis 2000
- 1991  
  - Konagaya Kiyomi[7] für Nukegara kari (脱けがら狩り)
  - Tsuji Yukio für Verurēnu no yohaku ni (ヴェルレーヌの余白に)
- 1992  
  - Sasaki Mikirō für Hachimitsu tori (蜂蜜採り)
- 1993 
  - Tsutsumi Seiji für Gunjō, waga mokushi (群青、わが黙示)
  - Arai Toyomi für Yoru no kudamono (夜のくだもの)
- 1994  
  - Yoshida Kanako für Teihon — yami (定本－闇)
- 1995  
  - Isaka Yōko für Chijō ga mamben naku akarunde (地上がまんべんなく明るんで)
- 1996  
  - Seio Ikuo für Seio Ikuo shishū „Deep Purple“ (瀬尾育生詩集「DEEP PURPLE」)
- 1997  
  - Shiraishi Kazuko für Arawareru monotachi o shite (現れるものたちをして)
- 1998  
  - Yōji Arakawa für Tosei (渡世)
- 1999  
  - Tō Kazuko[8] für Kioku no kawa de (記憶の川で)
- 2000  
  - Koike Masayo für Mottomo kannōteki na heya (もっとも官能的な部屋)
  - Nomura Kiwao für Kaze no haibun (風の配分)

### 2001 bis 2010
- 2001  
  - Taguchi Inuo[9] für Mō shōgun (モー将軍)
- 2002  
  - Suzuki Shirōyasu für Kurumi pointa (胡桃ポインタ)
  - Abe Hinako für Umiyōbi no onnatachi (海曜日の女たち)
- 2003  
  - Fujii Sadakazu für Kotoba no tsue, kotoba no tsue (ことばのつえ、ことばのつえ)
- 2004 
  - Nakagami Tetsuo für Eruvisu ga shinda hi no yoru (エルヴィスが死んだ日の夜)
- 2005 
  - Aizawa Keizō für Mangō gensō (マンゴー幻想)
  - Tatehata Akira[10] für Reido no inu (零度の犬)
- 2006 
  - Itō Hiromi für Kawara arekusa (河原荒草)
- 2007 
  - Misaki Takako für Sakura byōin shūhen (桜病院周辺)
- 2008 
  - Kitagawa Tooru für Tokeru, mezamashi dokei (溶ける、目覚まし時計)
  - Inagawa Masato für Sei — kashō (聖－歌章)
- 2009 
  - Takagai Hiroya[11] für Shiyō seiin (子葉声韻)
- 2010 
  - Okai Takashi für Chūkai suru mono (注解する者)
  - Kishida Masayuki für Kozetsu — kaku (〈孤絶―角〉)

### 2011 bis 2020
- 2011
  - Kimu Shijon für Nakushita kisetsu (失くした季節)
- 2012
  - Henmi Yō für Me no umi (眼の海)
- 2013
  - Kawakami Mieko für Mizugame (水瓶)
- 2014
  - Yoshida Fuminori für Seitan (生誕)
- 2015
  - Sugimoto Maiko für Susobana (裾花)
- 2016
  - Takarabe Toriko für Hyōka to kantāta (氷菓とカンタータ)
  - Kawaguchi Harumi für Tiger is here
- 2017
  - Saitō Emiko für Kūkan fūkei (空閑風景)
- 2018
  - Sadahisa Hidemichi für Gugen (具現)
- 2019
  - Tokisato Jirō für Naijima (名井島)
- 2020
  - Eshiro Mitsuru für Kirinuki-chō (切抜帳)